# Anne Askew
Pour les articles homonymes, voir Askew.
Anne Askew (née Anne Ayscough ou Ascue - Anne Kyme par son mariage) est née en 1520 ou 1521 et morte le 16 juillet 1546. Cette poétesse anglaise protestante fut condamnée pour hérésie. Elle et Margaret Cheyne (en) sont les deux femmes dont on ait trace qui aient été à la fois torturées dans la Tour de Londres et brûlées vives sur le bûcher.

## Biographie
Anne Askew était la fille de Sir William Askew (en), de South Kelsey, (Lincolnshire), qui avait participé au procès d'Anne Boleyn. Mariée malgré elle par son père à 16 ans à un gentilhomme catholique, elle donna deux enfants à celui-ci. On dit qu'elle était une suivante de la reine Catherine Parr, la dernière épouse d'Henry VIII avec qui elle aurait correspondu. Elle était en tout cas en contact avec Elizabeth Tyrwhitt dame d'honneur de la reine de conviction protestante. 
Anne Askew, de tendance réformée, niait la doctrine de la transsubstantiation, la transformation lors de la communion du pain en chair du Christ et du vin en son sang. Son mari la dénonça comme hérétique. Elle fut alors jetée en prison. Depuis le bill d'Henry VIII, tous ceux qui niaient la doctrine de la transsubstantiation étaient convaincus d'hérésie. Anne fut interrogée par des inquisiteurs dont Christophe Dare, le lord-maire de Londres et le chancelier de l'évêque, et elle refusa de répondre à la question de la transsubstantiation. Lui furent également reprochés ses propos et ses écrits selon lesquels Dieu ne serait pas dans les temples et la Bible vaudrait mieux que la messe. Elle fut cependant libérée grâce à des amis, peut-être indirectement la reine elle-même ou Anne Stanhope[réf. nécessaire].
Mais elle fut à nouveau arrêtée et transférée à Newgate où on lui ordonna de se rétracter sous peine d'être brûlée vive ; aux termes d'interrogatoires qui l'avaient poussée à bout, elle affirma que ce que l'on disait être le corps du Christ n'était qu'un morceau de pain. Et elle refusa de se confesser à un prêtre. Seul Dieu, affirma-t-elle, l'écouterait et lui pardonnerait[réf. nécessaire].
Elle fut alors envoyée à la Tour de Londres et mise à la torture (elle fut la première femme ainsi torturée pour sa foi[Où ?]) afin qu'elle dénonce ses soutiens, dont peut-être la reine Catherine Parr, Édouard Seymour et son épouse Anne, comtesse d'Hertford, Catherine Willoughby, Joan Champernowne, et Anne Parr, la sœur de la reine[réf. nécessaire]. 
Sur le chevalet, bien que toutes ses articulations aient été disloquées, elle ne dénonça personne mais s'évanouit. Elle fut condamnée à être brûlée vive[réf. nécessaire]. 
Elle mourut le 16 juillet 1546 à 25 ans. Ne pouvant marcher tant la douleur était forte au moindre mouvement, elle fut conduite au bûcher dans une chaise à porteurs et il fallut l'enchaîner au poteau par les bras[réf. nécessaire].

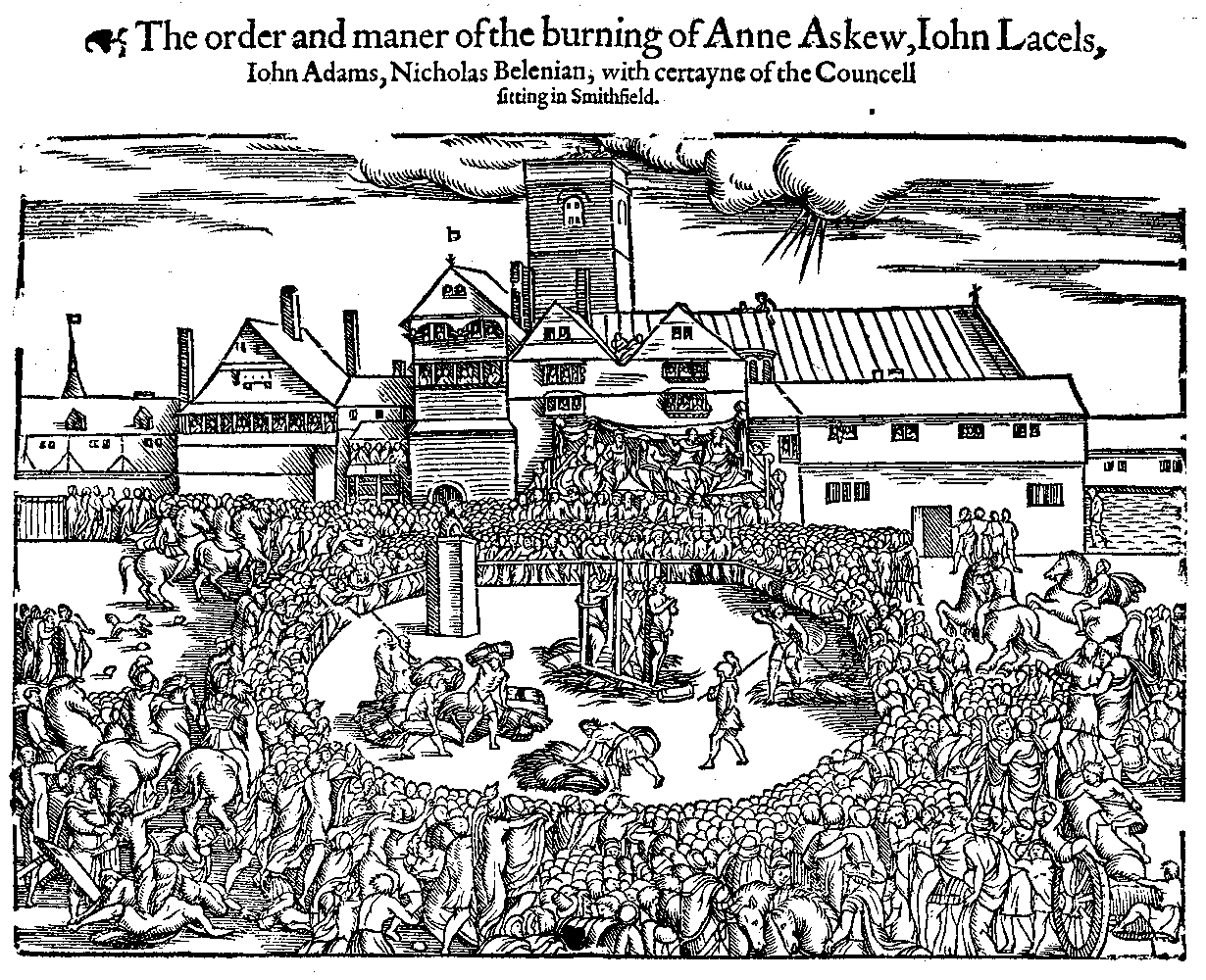
Gravure sur bois représentant le bûcher d'Anne Askew, condamnée pour hérésie en 1546.

## Dans la littérature
- (en) John Bale, The first examinacyon of the worthye servaunt of God mastres Anne Askewe, lately martyred in Smythfelde, by the Romysh popes vpholders, with the Elucydacyon of Johan Bale, 1546.
- (en) John Bale, The lattre examinacyon of the worthye servaunt of God mastres Anne Askewe, lately martyred in Smythfelde, by the wycked Synagoge of Antichrist, with the Elucydacyon of Johan Bale, 1547.
- (en) Anne Askew, intituled, I am a woman, poor and blind, 1670 (lire en ligne).
- (en) Anne Manning, Passages in the Life of the Faire Gospeller, Mistress Anne Askew, 1866 (lire en ligne).
- Anne Askew est l'un des protagonistes du roman de C. J. Sansom, Lamentation, Belfond, 2016 (ISBN 978-2-714-46065-3).